# Concertele pentru clavecin (Bach)
Concertele pentru clavecin, BWV 1052-1065, sunt concerte pentru clavecin, coarde și continuo compuse de Johann Sebastian Bach. În această colecție sunt șapte concerte complete pentru un singur clavecin (BWV 1052-1058), trei concerte pentru două clavecine (BWV 1060-1062), două concerte pentru trei clavecine (BWV 1063 și 1064) și un concert pentru patru clavecine (BWV 1065). Două alte concerte includ pasaje pentru clavecin solo: concertul BWV 1044 care are pasaje solo pentru clavecin, vioară și flaut și Concertul brandenburgic nr. 5. În plus există un fragment de nouă măsuri dintr-un concert pentru clavecin (BWV 1059) care adaugă și un oboi în grupul de instrumentiști.
Se crede că toate concertele pentru clavecin ale lui Bach (cu excepția Concertului brandenburgic) sunt aranjamente ale unor concerte mai vechi compuse probabil în Köthen pentru instrumente melodice. Oricare ar fi cazul, doar versiunile pentru clavecin mai există astăzi.

## Istoric
Din 1729 până în 1741 Bach a fost director la Collegium musicum din Leipzig, o societate muzicală pentru studenți fondată de Georg Philipp Telemann în 1703 și condusă înainte de Bach de Balthasar Schott. Collegium musicum oferea adesea concerte la Café Zimmermann. Într-unul din aceste concerte Bach a compus concertele pentru clavecin, printre primele concerte compuse vreodată pentru un instrument cu claviaturi. Se crede că concertele pentru mai multe clavecine au fost ascultate înainte de cele pentru un singur clavecin, poate deoarece copii săi C.P.E. Bach și W.F. Bach (amândoi interpreți la clavecin foarte buni) au locuit cu Bach în 1733, respectiv 1734. Este posibil ca Johann Ludwig Krebs, care a studiat cu Bach până în 1735, a interpretat la clavecin în Collegium musicum.
Concertele pentru un singur clavecin, BWV 1052-1059, există în manuscris (aflate acum la Biblioteca de Stat din Berlin) dar nu sunt versiunile finale, ci schițe, versiuni de lucru, care au fost datate în jurul anului 1738. Este foarte posibil ca Bach să fi interpretat aceste concerte mai devreme.
Lucrările BWV 1052-1057 erau intenționate pentru a fi un set de șase după cum poate fi observat în maniera tradițională din manuscrisul lui Bach care începe cu 'J.J.' (Jesu Juva) și se încheie cu 'Finis. S. D. Gl.' (Soli Deo Gloria). În afară de Concertele brandenburgice este singura astfel de lucrare din opera lui Bach.

## Concertele pentru un singur clavecin

### Setul de șase concerte

#### Concertul nr. 1 în Re minor, BWV 1052
1. Allegro
2. Adagio
3. Allegro

- Durată: aprox. 22 minute
- Instrumentație: clavecin solo, vioară I/II, violă și continuo (violoncel, violone)

Se crede că acest concert pentru clavecin este un aranjament al unui concert pentru vioară în Re minor acum pierdut care mai târziu a fost aranjat ca un concert pentru orgă în 1728 pentru a fi utilizat în două cantate ale lui Bach (BWV 146 și 188). Originalul este probabil unul dintre primele concerte ale lui Bach și este foarte virtuoz, asemănător concertului pentru vioară Grosso Mogul, RV 208, al lui Antonio Vivaldi pe care Bach l-a transpus pentru orgă solo (BWV 594).
Transcripția pentru clavecin a fost realizată prin transferul părților de coarde ripieno fără alterații și amplificând considerabil partea pentru clavecin solo pentru a-l face la fel de virtuoz ca și originalul, adăugând de asemenea acorduri pentru a umple armonia și părțile pentru mâna stângă. Acest lucru este evident în prima și a treia parte. Totuși, în a doua parte partea de mână stângă reproduce aproape exact partea de continuo ripieno iar mână dreaptă interpretează o melodie care probabil a fost preluată direct din concertul original pentru vioară.
Prima și a treia parte au o structură armonică similară prin care părțile pot fi divizate în patru secțiuni. Prima secțiune a ambelor părți oferă tema în gama tonică (Re minor) urmează de o reluare a temei în gama majoră relativă (Fa major). A doua secțiune se modulează în gama dominantă (La minor) și apoi în relativa majoră (Do major). A treia secțiune se modulează în gama subdominantă (Sol minor) și în relativa majoră (Si bemol major). În fine, a patra secțiune oferă recapitularea temei în gama tonică.
Acest concert este cel mai popular din set începând cu secolul al XIX-lea. Felix Mendelssohn l-a interpretat iar Johannes Brahms a compus o cadență pentru el. A fost prima dată publicat în 1838 de editura Kistner. În secolul al XX-lea concertul a fost interpretat și înregistrat predominant cu pian dar, o dată cu ascensiunea interpretării documentate istoric din anii 1960, a început să fie interpretat și înregistrat din nou cu clavecin.

#### Concertul nr. 2 în Mi major, BWV 1053
1. Allegro
2. Siciliano
3. Allegro

- Durată: aprox. 19 minute
- Instrumentație: clavecin solo, vioară I/II, violă și continuo (violoncel, violone)

Se crede că acest concert este bazat pe un concert pentru un instrument de suflat din lemn, probabil pentru oboi sau oboe d'amore și a fost probabil compus de Bach în timpul șederii sale în Leipzig. La fel ca și BWV 1052, există într-o transcripție pentru orgă în cantatele BWV 169 și 49.
Bach a schimbat modalitatea de aranjament al acestei lucrări, alterând pentru prima dată părțile ripieno din concertul original. Părțile grave ale instrumentelor cu coarde au fost limitate pentru a permite registrului grav al clavecinului să fie auzit. La fel s-a procedat și cu părțile din registrul înalt.

#### Concertul nr. 3 în Re major, BWV 1054
1. Allegro
2. Adagio e piano sempre
3. Allegro

- Durată: aprox. 17 minute
- Instrumentație: clavecin solo, vioară I/II, violă și continuo (violoncel, violone)

Concertul pentru vioară în Mi major, BWV 1042, care încă există, a servit ca model pentru această lucrare care a fost transpusă cu un ton mai jos pentru a permite ca nota superioară "mi" să fie interpretată pe nota "re", limita superioară a clavecinelor de la vremea respectivă. Procesul de transcripție a urmat același model ca și în cazul concertului BWV 1053.

#### Concertul nr. 4 în La major, BWV 1055
1. Allegro
2. Larghetto
3. Allegro ma non tanto

- Durată: aprox. 14 minute
- Instrumentație: clavecin solo, vioară I/II, violă și continuo (violoncel, violone)

Probabil bazat pe un concert pierdut pentru oboe d'amore, acest concert este o lucrare matură și concentrată din punct de vedere formal. Pentru acest concert există un continuo notat prin basul cifrat care a fost adăugat mai târziu, probabil pentru o altă ocazie în care linia continuo a putut fi realizată de un al doilea clavecin, orgă de cameră sau teorbă.

#### Concertul nr. 5 în Fa minor, BWV 1056
1. Allegro moderato
2. Largo
3. Presto

- Durată: aprox. 10 minute
- Instrumentație: clavecin solo, vioară I/II, violă și continuo (violoncel, violone)

Prima și a treia parte provin probabil dintr-un concert pentru vioară în Sol minor iar partea a doua provine probabil dintr-un concert pentru oboi în Fa major; această parte este și partea Sinfonia din cantata BWV 156

#### Concertul nr. 6 în Fa major, BWV 1057
1. Allegro
2. Andante
3. Allegro assai

- Durată: aprox. 17 minute
- Instrumentație: clavecin solo, flaut I/II, vioară I/II, violă și continuo (violoncel, violone)

Un aranjament al Concertului brandenburgic nr. 4, BWV 1049. Deoarece include părți pentru două flauturi, acesta este un concerto grosso. Bach a plasat probabil intenționat acest concert ultimul din set ca fiind apogeul seriei datorită bogăției culorilor instrumentale produse de cele trei familii de instrumente și părților pentru clavecin extraordinar de variate și efective. N.D Boyling a spus în 1971 că finalul "este, fără îndoială, una dintre cele mai bune și perfecte părți pe care le-a compus vreodată Bach" - EMI Compact Disc, CD-CFP 4571.

### Primul set abandonat

#### Concertul în Sol minor, BWV 1058
1. Allegro
2. Andante
3. Allegro assai

- Durată: aprox. 14 minute
- Instrumentație: clavecin solo, vioară I/II, violă și continuo (violoncel, violone)

Probabil prima tentativă a lui Bach de a compune un concert pentru clavecin, aceasta este o transcripție a Concertului pentru vioară în La minor, BWV 1041. Se pare că Bach a fost nemulțumit de această lucrare, motivul cel mai probabil fiind faptul că nu a modificat prea mult părțile ripieno și, prin urmare, clavecinul era prea mult acoperit de ansamblul instrumental pentru a fi un instrument solistic eficient.
Bach nu a continuat acest set pe care l-a marcat la început cu 'J.J.'; a abandonat următorul concert pentru clavecin, fragmentarul BWV 1059 după doar nouă măsuri, care trebuia să fie bazat pe un concert pentru oboi.

#### Concertul în Re minor, BWV 1059
1. Fără indicație de tempo

- Durată: aprox. 20 secunde
- Instrumentație: clavecin solo, vioară I/II, violă și continuo (violoncel, violone)

Fragment alcătuit din doar nouă măsuri. Preluat din Sinfonia care deschide cantata BWV 35. În această cantată Bach utilizează o orgă obbligato nu doar în cele două Sinfonia, ci și în Aria nr. 1. Bach a intenționat să adapteze aceasta într-un concert pentru clavecin dar a abondat tentativa după doar nouă măsuri.

### Concerte pentru clavecin, flaut și vioară

#### Concertul în La minor, BWV 1044
1. Allegro
2. Adagio ma non tanto e dolce
3. Alla breve

- Durată: aprox. 22 minute
- Instrumentație: clavecin solo, vioară solo, flaut solo, vioară I/II, violă și continuo (violoncel, violone)

Deși acest concert este pentru trei instrumente melodice (fiind uneori numit concertul triplu al lui Bach), clavecinul are rolul cel mai proeminent și cel mai mult material; sunt câteva cadențe și pasaje virtuoze pentru instrument. Concertul este aproape identic cu Concertul brandenburgic nr. 5, BWV 1050, deși caracterul este puțin diferit. Prima și a treia parte sunt adaptate după Preludiul și fuga în La minor pentru clavecin, BWV 894. Partea a doua este adaptată după Sonata trio pentru orgă în Re minor, BWV 527, care a fost extinsă pentru patru voci.

#### Concertul în Re major, BWV 1050 (Concertul brandenburgic nr. 5)
1. Allegro
2. Affettuoso
3. Allegro

- Concertino: clavecin, vioară și flaut
- Ripieno: vioară, violă, violoncel, violone

Clavecinul este atât instrument melodic cât și instrument ripieno: în concertino este un instrument obbligato iar în părțile ripieno are bas cifrat și interpretează continuo.
Acest concert utilizează ansamblul cameral popular de la vremea respectivă (flaut, vioară și clavecin). Se crede că a fost compus în 1719 pentru a inaugura noul clavecin realizat de Michael Mietke și pe care Bach l-a adus de la Berlin la curtea din Köthen. Se crede că Bach l-a compus și pentru o competiție din Dresda cu compozitorul și organistul francez Louis Marchand; în partea a doua Bach utilizează una din temele lui Marchand. Marchand a plecat înainte să înceapă competiția, cel mai probabil speriat de reputația enormă pe care Bach o avea pentru virtuozitate și improvizație.
Concertul este potrivit pentru a demonstra calitățile unui clavecin bine construit și virtuozitatea interpretului. Este aproape sigur că Bach, care era un virtuoz atât al orgii cât și al clavecinului, a fost interpretul la clavecin de la premieră.

## Concerte pentru mai multe clavecine

### Concerte pentru două clavecine

#### Concertul în Do minor, BWV 1060
1. Allegro
2. Adagio
3. Allegro

- Durată: aprox. 14 minute
- Instrumentație: clavecin solo I/II, vioară I/II, violă și continuo (violoncel, violone)

Deși partitura existentă este sub forma unui concert pentru clavecin și coarde, cercetătorii sunt de părere că este o transcripție a unui concert dublu în Re minor pierdut; există un aranjament al acestui concert pentru două viori sau pentru vioară și oboi încadrat BWV 1060R. Modalitatea subtilă și maestoasă în care cele două instrumente melodice se îmbină cu orchestra face ca aceasta să fie una dintre cele mai mature lucrări ale lui Bach din perioada Köthen.

#### Concertul în Do major, BWV 1061
1. Allegro
2. Adagio ovvero Largo
3. Fuga

- Durată: aprox. 19 minute
- Instrumentație: clavecin solo I/II, vioară I/II, violă și continuo (violoncel, violone)

Dintre toate concertele pentru clavecin ale lui Bach acesta este probabil singurul care își are originea ca un concert pentru clavecin, deși fără acompaniament orchestral. Lucrarea a apărut inițial ca un concert pentru două clavecine fără acompaniament (BWV 1061a, în maniera Concertului Italian, BWV 971) și este probabil că adăugarea părții orchestrale nu a fost realizată de Bach. Orchestra de coarde nu îndeplinește un rol independent și apare doar pentru a îmbogăți cadențele; în partea a doua este absentă. Clavecinele sunt într-un dialog unul cu celălalt în această lucrare.

#### Concertul în Do minor, BWV 1062
1. Vivace
2. Largo ma non tanto
3. Allegro assai

- Durată: aprox. 15 minute
- Instrumentație: clavecin solo I/II, vioară I/II, violă și continuo (violoncel, violone)

Celebrul Dublu concert pentru două viori în Re minor, BWV 1043, este baza transcripției. A fost transpusă cu un ton mai jos pentru a permite ca nota "mi" să fie interpretată prin "re".

### Concerte pentru trei clavecine

#### Concertul în Re minor, BWV 1063
1. [fără indicație de tempo]
2. Alla Siciliana
3. Allegro

- Durată: aprox. 14 minute
- Instrumentație: clavecin solo I/II/III, vioară I/II, violă și continuo (violoncel, violone)

Este posibil ca fiii lui Bach să fi fost implicați în compunerea acestei lucrări. De asemenea, fiii lui Bach ar fi fost implicați în interpretările acestui concert după cum a declarat Friedrich Konrad Griepenkerl în prima ediție tipărită a lucrării din 1845 că lucrarea își datorează existența "posibil din cauza faptului că tatăl a dorit să ofere celor doi fii mai mari ai săi, C.P.E. Bach și W.F. Bach, oportunitatea să exerseze în orice fel de interpretare". Se crede că a fost compus cel mai târziu în 1733.

#### Concertul în Do major, BWV 1064
1. Allegro
2. Adagio
3. Allegro assai

- Durată: aprox. 17 minute
- Instrumentație: clavecin solo I/II/III, vioară I/II, violă și continuo (violoncel, violone)

Probabil acest concert a fost bazat pe un concert în Re minor pentru trei viori. Un aranjament reconstruit al acestei lucrări este clasificat drept BWV 1064R. În ambele forme acest concert este ușor similar cu concertele pentru două viori/clavecine, BWV 1043/1061.

### Concertul pentru patru clavecine

#### Concertul în La minor, BWV 1065
1. Allegro
2. Largo
3. Allegro

- Durată: aprox. 10 minute
- Instrumentație: clavecin solo I/II/III/IV, vioară I/II, violă și continuo (violoncel, violone)

Bach a realizat mai multe transcripții ale concertelor pentru vioară ale lui Antonio Vivaldi, în special din setul Opus 3 L'estro Armonico; le-a adaptat pentru clavecin solo și pentru orgă solo iar pentru concertul pentru patru viori în Si minor, Op. 3, Nr. 10, RV 580 a decis să facă o adaptare unică pentru patru clavecine și orchestră. Prin urmare, acesta este singurul concert pentru clavecin al lui Bach care nu este o adaptare a unui material propriu.